# Panicum nervatum
Panicum nervatum là một loài thực vật có hoa trong họ Hòa thảo. Loài này được (Franch.) Stapf mô tả khoa học đầu tiên năm 1920.